# Zijhuizen
Zijhuizen is een straat in het Centrum van de Noord-Hollandse stad Haarlem. De straat verbindt de Nieuwe Gracht en de Nassaubrug, met de daarin het verlengde van liggende Nassaulaan met het Kenaupark en de Parklaan. De straat is gelegen in de Stationsbuurt.
De naam van de straat is vermoedelijk ontleend aan het Zijdehuis dat eind 17de eeuw hier was opgericht. In dit Zijdehuis werd fijne Italiaanse zijde vervaardigd. Het had echter geen lang bestaan. In 1683 werd het Zijdehuis overgedragen aan het Aalmoezeniers Werkhuis. De straat was ooit aangelegd als grachtje tussen de Nieuwe Gracht en de Achter Nieuwe Gracht en lag in het verlengde van de Kraaienhorstergracht, de huidige Nassaulaan. Dit grachtje komt voor als de Korte Kraaienhorstergracht, Nieuwe Kraaienhorstergracht en de Zijdnieuwegracht. In 1867 is dit grachtje tegelijkertijd met de Achter Nieuwe Gracht gedempt. Dat jaar werd ook begonnen met de aanleg van het Kenaupark.
De straat is een druk bereden door bussen die rijden tussen het Verwulft en Station Haarlem, met onder andere de Buslijn 300. De straat heeft een doodlopende zijstraat, de Rolsteeg.